# Mortes em outubro de 2014
Mortes em 2014: ← Janeiro – Fevereiro – Março – Abril – Maio – Junho – Julho – Agosto – Setembro – Outubro – Novembro – Dezembro →
Esta é uma relação de pessoas notáveis que morreram durante o mês de outubro de 2014, listando nome, nacionalidade, ocupação e ano de nascimento.

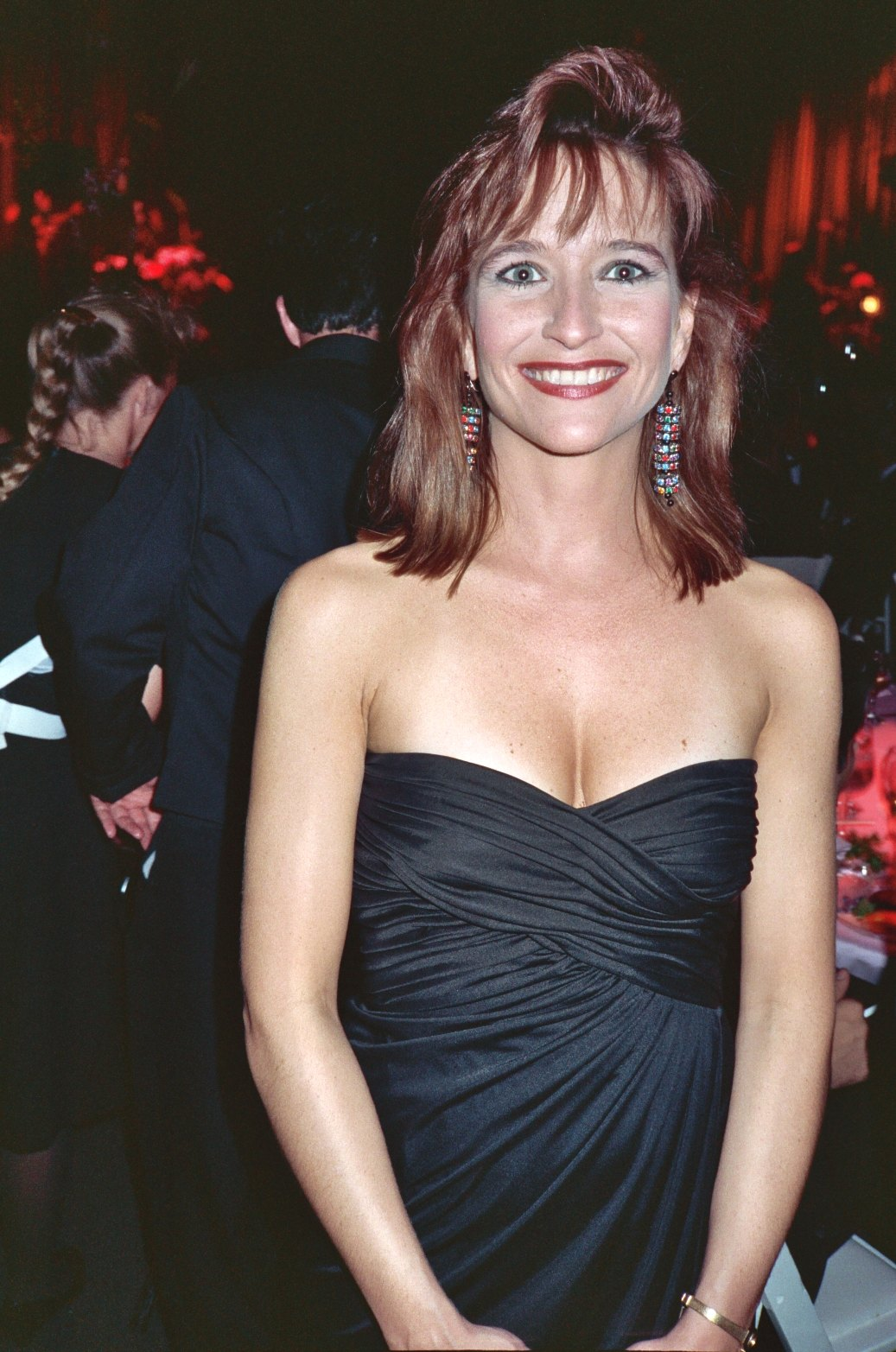
Jan Hooks, atriz e comediante estadunidense.

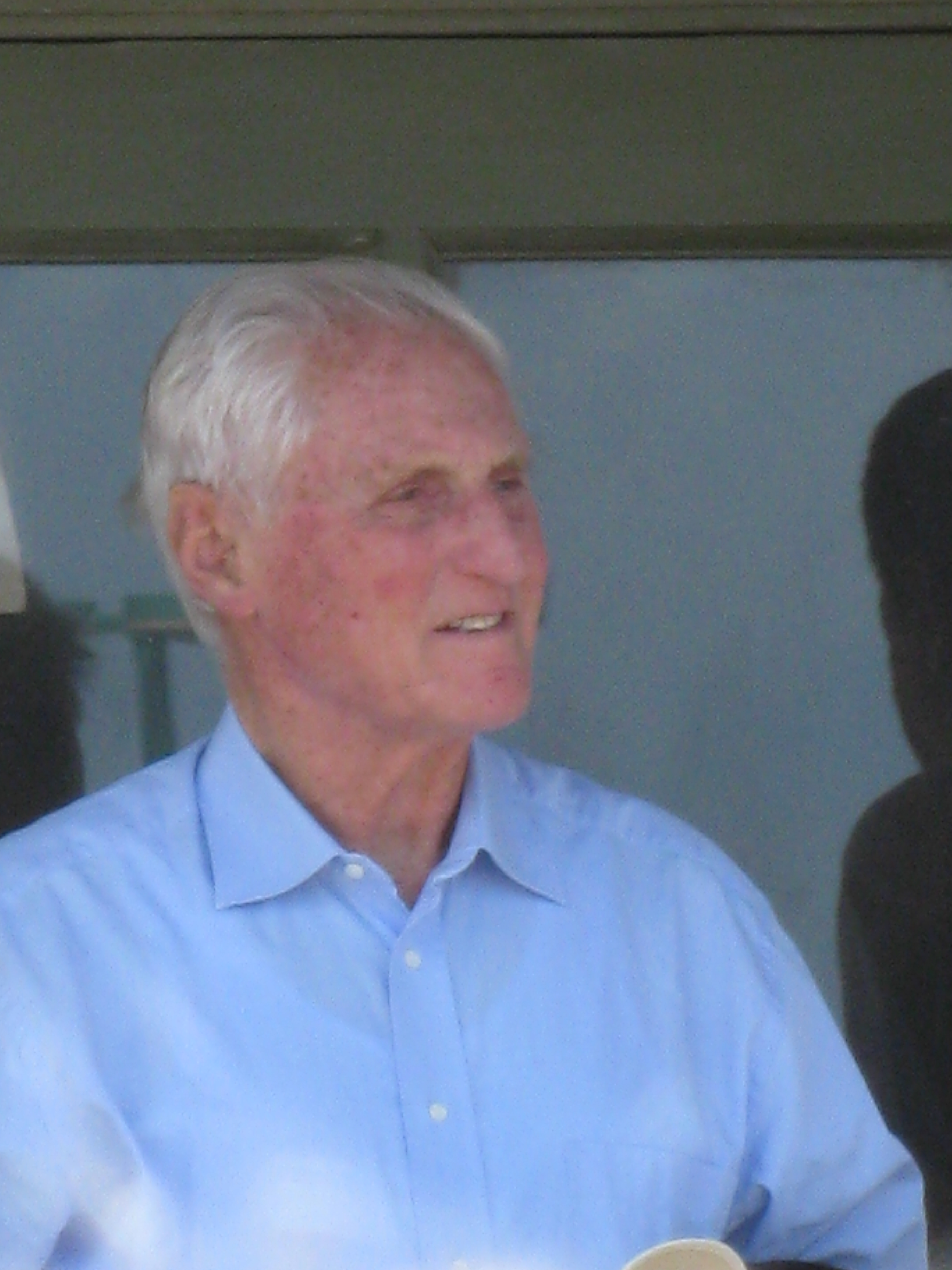
Shlomo Lahat, militar e político israelita.

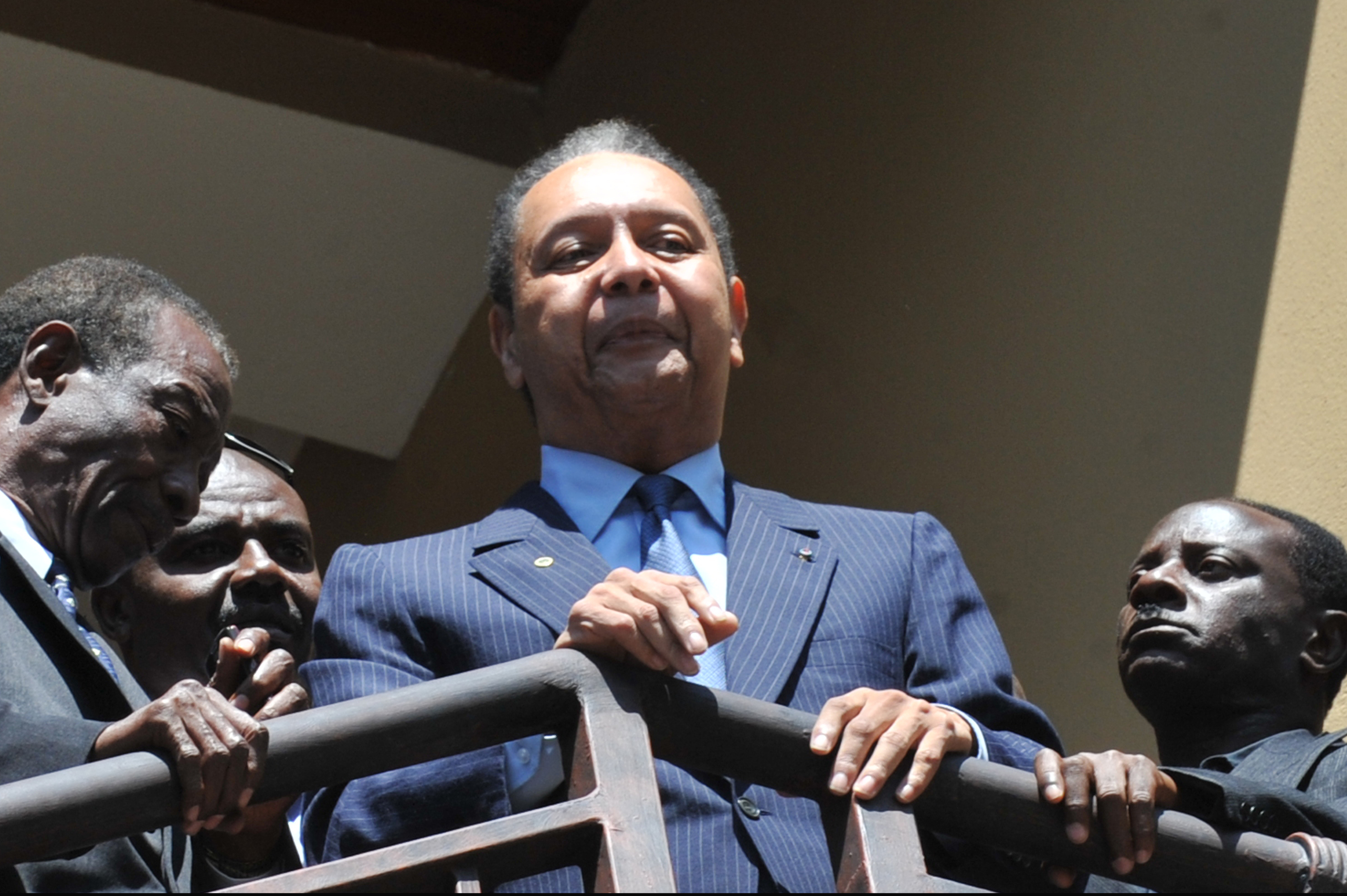
Jean-Claude Duvalier, presidente haitiano.

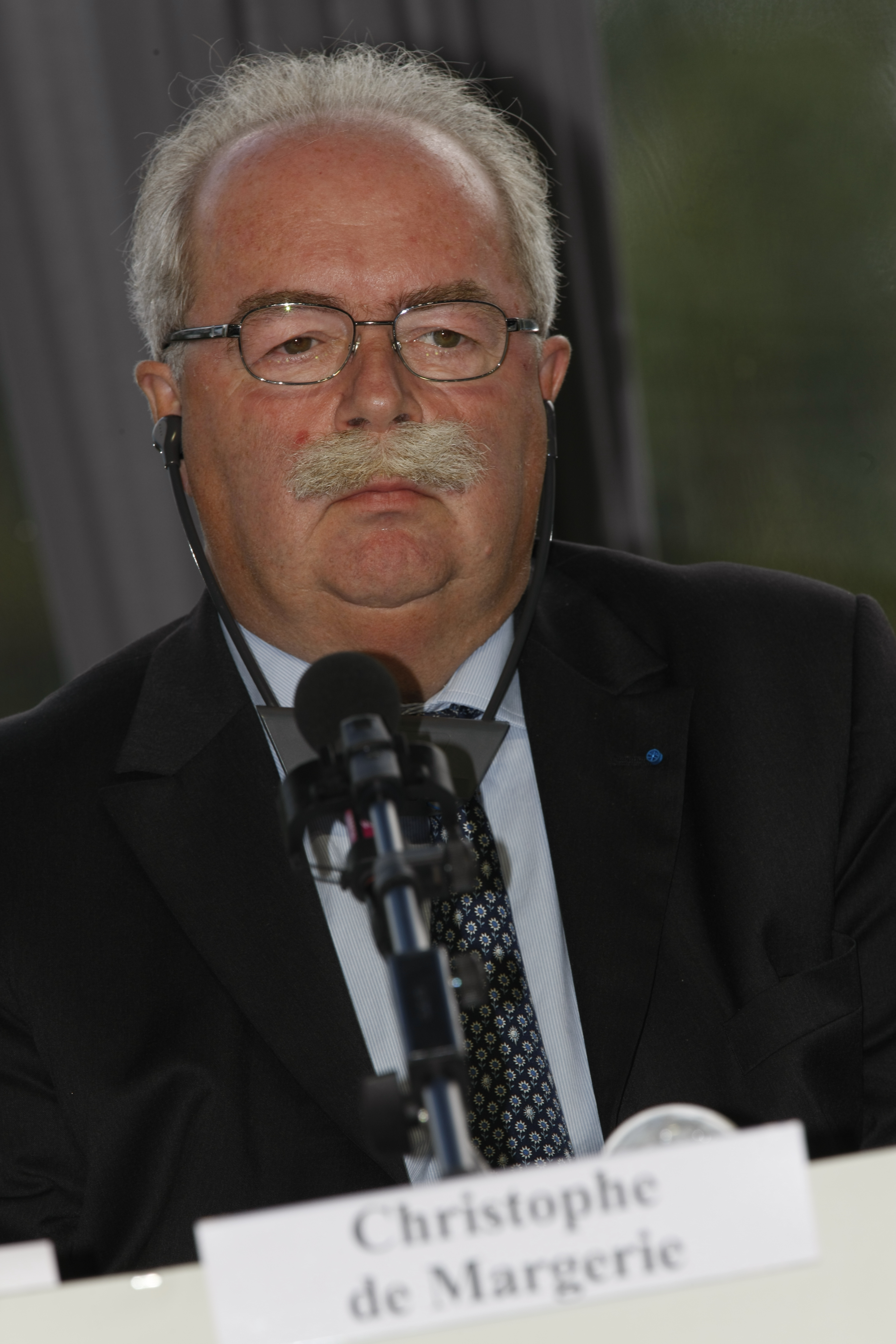
Christophe de Margerie, empresário francês.

| Dia | Nome                   | Profissão ou motivo de reconhecimento | País de nascimento   | Ano de nasc. | Ref    |
| --- | ---------------------- | ------------------------------------- | -------------------- | ------------ | ------ |
| 1   | Shlomo Lahat           | Militar e político                    | Israel               | 1927         | [ 1 ]  |
| 3   | Jean-Jacques Marcel    | Futebolista                           | França               | 1931         | [ 2 ]  |
| 3   | Lori Sandri            | Treinador de futebol                  | Brasil               | 1949         | [ 3 ]  |
| 4   | Fyodor Cherenkov       | Futebolista                           | Rússia               | 1959         | [ 4 ]  |
| 4   | Jean-Claude Duvalier   | Ex-presidente                         | Haiti                | 1951         | [ 5 ]  |
| 4   | Hugo Carvana           | Ator e diretor                        | Brasil               | 1937         | [ 6 ]  |
| 4   | Rodrigo Menezes        | Ator                                  | Portugal             | 1974         | [ 7 ]  |
| 5   | Andrea De Cesaris      | Automobilista                         | Itália               | 1959         | [ 8 ]  |
| 6   | Marian Seldes          | Atriz                                 | Estados Unidos       | 1928         | [ 9 ]  |
| 9   | Jan Hooks              | Atriz                                 | Estados Unidos       | 1957         | [ 10 ] |
| 11  | Carmelo Simeone        | Futebolista                           | Argentina            | 1933         | [ 11 ] |
| 12  | Roberto Telch          | Futebolista                           | Argentina            | 1943         | [ 12 ] |
| 15  | Giovanni Reale         | Historiador e filósofo                | Itália               | 1931         | [ 13 ] |
| 15  | João Corso             | Bispo                                 | Brasil               | 1928         | [ 14 ] |
| 17  | Daisuke Oku            | Futebolista                           | Japão                | 1976         | [ 15 ] |
| 19  | Étienne Mourrut        | Político                              | França               | 1939         | [ 16 ] |
| 19  | John Holt              | Cantor e compositor                   | Jamaica              | 1947         | [ 17 ] |
| 20  | René Burri             | Fotógrafo                             | Suíça                | 1933         | [ 18 ] |
| 20  | Miloslava Rezková      | Atleta de salto em altura             | Chéquia              | 1950         | [ 19 ] |
| 20  | Christophe de Margerie | Empresário                            | França               | 1951         | [ 20 ] |
| 20  | Oscar de la Renta      | Estilista                             | República Dominicana | 1932         | [ 21 ] |
| 21  | Gough Whitlam          | Ex-primeiro-ministro                  | Austrália            | 1916         | [ 22 ] |
| 21  | Lilli Carati           | Atriz                                 | Itália               | 1956         | [ 23 ] |
| 21  | Ben Bradlee            | Jornalista                            | Estados Unidos       | 1921         | [ 24 ] |
| 23  | Alvin Stardust         | Cantor                                | Inglaterra           | 1942         | [ 25 ] |
| 25  | Jack Bruce             | Músico                                | Escócia              | 1943         | [ 26 ] |
| 25  | Michel Laurence        | Jornalista                            | França/ Brasil       | 1938         | [ 27 ] |
| 26  | Senzo Meyiwa           | Futebolista                           | África do Sul        | 1987         | [ 28 ] |
| 28  | Michael Sata           | Presidente                            | Zâmbia               | 1937         | [ 29 ] |
| 28  | Koichiro Kimura        | Lutador profissional                  | Japão                | 1969         | [ 30 ] |
| 29  | Klas Ingesson          | Futebolista e treinador               | Suécia               | 1968         | [ 31 ] |
| 29  | Rainer Hasler          | Futebolista                           | Liechtenstein        | 1958         | [ 32 ] |
| 30  | Thomas Menino          | Político                              | Estados Unidos       | 1942         | [ 33 ] |
| 30  | Isabel Mendes da Cunha | Artista plástica                      | Brasil               | 1924         | [ 34 ] |
| 31  | Oldair Barchi          | Futebolista                           | Brasil               | 1939         | [ 35 ] |